# Eublemma fasciola
Eublemma fasciola är en fjärilsart som beskrevs av Saalmüller 1891. Eublemma fasciola ingår i släktet Eublemma och familjen nattflyn. Inga underarter finns listade i Catalogue of Life.